# Giovani Calciatori Officine Elettro Meccaniche
La Giovani Calciatori Officine Elettro Meccaniche, nota semplicemente come O.E.M., è stata una società calcistica italiana con sede nell'allora comune di Rivarolo Ligure.

## Storia
La G.C. Officine Elettro Meccaniche è stata una squadra genovese esistita negli anni venti; il club prende il nome dall'azienda Officine Meccaniche.
Nel 1922 venne ammessa al campionato di Seconda Divisione (allora il secondo livello del calcio italiano), grazie alla fusione con i Giovani Calciatori, iscritti a quel campionato.